# سلوخترن
سلوخترن Slochteren  مدينة وبلدية هولندية بمقاطعة خرونينغن.

## طوبوغرافيا
خريطة طوبوغرافية هولندية لبلدية سلوخترن، يونيو 2015، (تقرأ بعد ثلاث نقرات على الخريطة)